# Рогалево (Новосибірська область)
Рогалево (рос. Рогалево) — село у Ординському районі Новосибірської області Російської Федерації.
Входить до складу муніципального утворення Рогалевська сільрада. Населення становить 684 особи (2017).

## Історія
Згідно із законом від 2 червня 2004 року органом місцевого самоврядування є Рогалевська сільрада.

## Населення
| 2002 | 2007 | 2010 | 2012 | 2013 | 2014 | 2015 |
| ---- | ---- | ---- | ---- | ---- | ---- | ---- |
| 817  | ↗952 | ↘712 | ↗715 | ↗726 | ↘685 | ↘677 |
| 2016 | 2017 |      |      |      |      |      |
| →677 | ↗684 |      |      |      |      |      |